# Herzl Rosenblum
Herzl Rosenblum, הרצל רוזנבלום (né le 14 août 1903 à Kaunas et mort le 1er février 1991 à Tel Aviv-Jaffa) est un homme politique et journaliste israélien.

## Biographie
Herzl Rosenblum est né à Kaunas dans l'Empire russe, maintenant en Lituanie. Il s'installe à Vienne en 1930, à Londres en 1932 et en Palestine mandataire en 1935.    
En 1948 il est signataire de la Déclaration d'indépendance de l'État d'Israël.
Plus tard il devient éditorialiste et rédacteur en chef du Yediot Aharonot.  